# Saint-Maixent-de-Beugné
Saint-Maixent-de-Beugné – miejscowość i gmina we Francji, w regionie Nowa Akwitania, w departamencie Deux-Sèvres. Nazwa miejscowości pochodzi od imienia św. Maksencjusza.
Według danych na rok 1990 gminę zamieszkiwały 292 osoby, a gęstość zaludnienia wynosiła 26 osób/km² (wśród 1467 gmin regionu Poitou-Charentes Saint-Maixent-de-Beugné plasuje się na 722. miejscu pod względem liczby ludności, natomiast pod względem powierzchni na miejscu 766.).